# 髪菜
髪菜（はっさい、学名: Nostoc flagelliforme）は、ネンジュモ属に属する陸生の藍藻（シアノバクテリア）の1種である。多数の細胞糸が寒天質基質に包まれて細長い糸状の群体を形成し、乾燥地の土壌表面に生育している。中華料理の食材とされるが（図1）、中国では乱獲が環境破壊を招いたため、2000年以降は採取禁止とされている。
系統的にはイシクラゲに近縁であり、その変種として扱われることもある (Nostoc commune var. flagelliforme)。また日本では、「髪菜」が淡水藻の1種やミズゴケ類の1種と誤解されていたことがある。

## 特徴
多数のトリコーム（細胞糸）が寒天質基質中に埋没し（下図2）、毛髪状の細長い群体を形成している。群体は長さ5–60センチメートル (cm)、直径0.2–1ミリメートル (mm)、オリーブ緑から黒色。

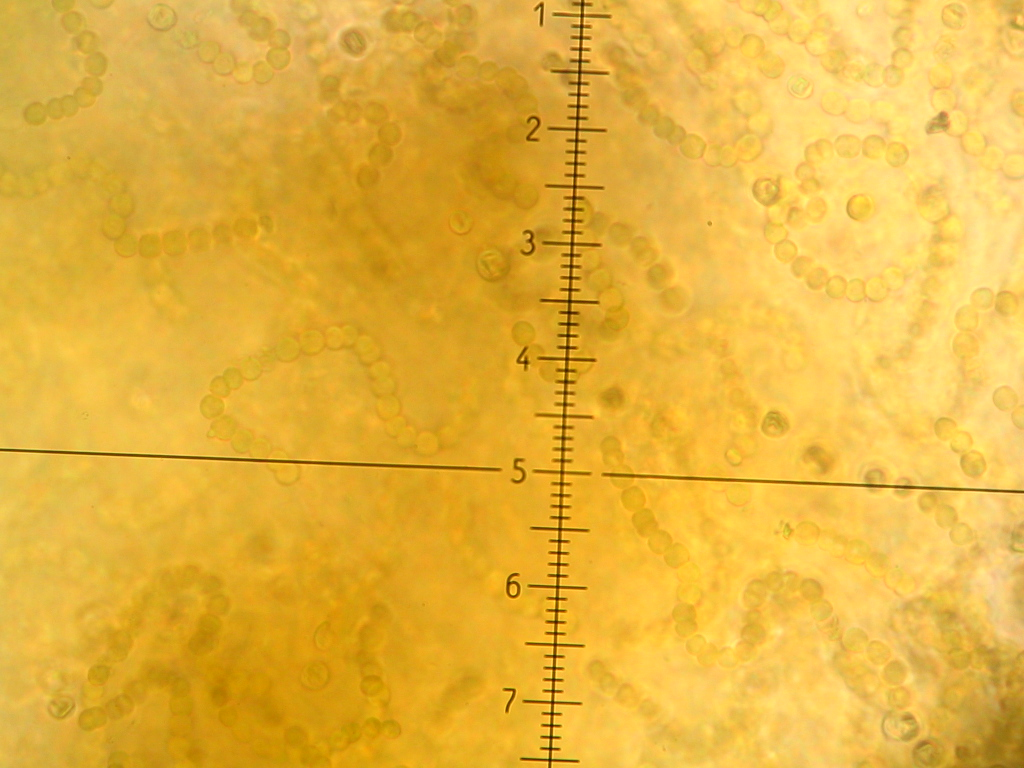
2. 群体内の顕微鏡像

細胞糸を構成する細胞は球形から短樽形、直径4-5(6)マイクロメートル (µm)。鞘は黄褐色。異質細胞（ヘテロシスト）は球形、直径 5–6(7) µm。アキネート（耐久細胞）は報告されていない。
髪菜ではゲノム塩基配列が報告されており、ゲノムサイズは 10.23 Mbp（Mbp = 100万塩基対）、およそ10,825個のタンパク質遺伝子をコードしている。また、さまざまな条件でのトランスクリプトームも報告されている。

## 分布・生態
中国、モンゴル、旧ソ連邦、旧チェコスロバキア、フランス、モロッコ、ソマリア、メキシコ、米国などから報告されている。中国では、西北部（青海省、甘粛省、陝西省、寧夏回族自治区、内モンゴル自治区）の半砂漠荒原の地表に生育している。生育地は雨量が極めて少なく（年間降水量 300 mm 以下）、1日の寒暖差が大きい (15–40°C)。生育地の土壌は弱アルカリ性でカルシウム分が多く、窒素やリン、有機物量が少ない。水は霧から得ていると考えられている。

## 人間との関わり

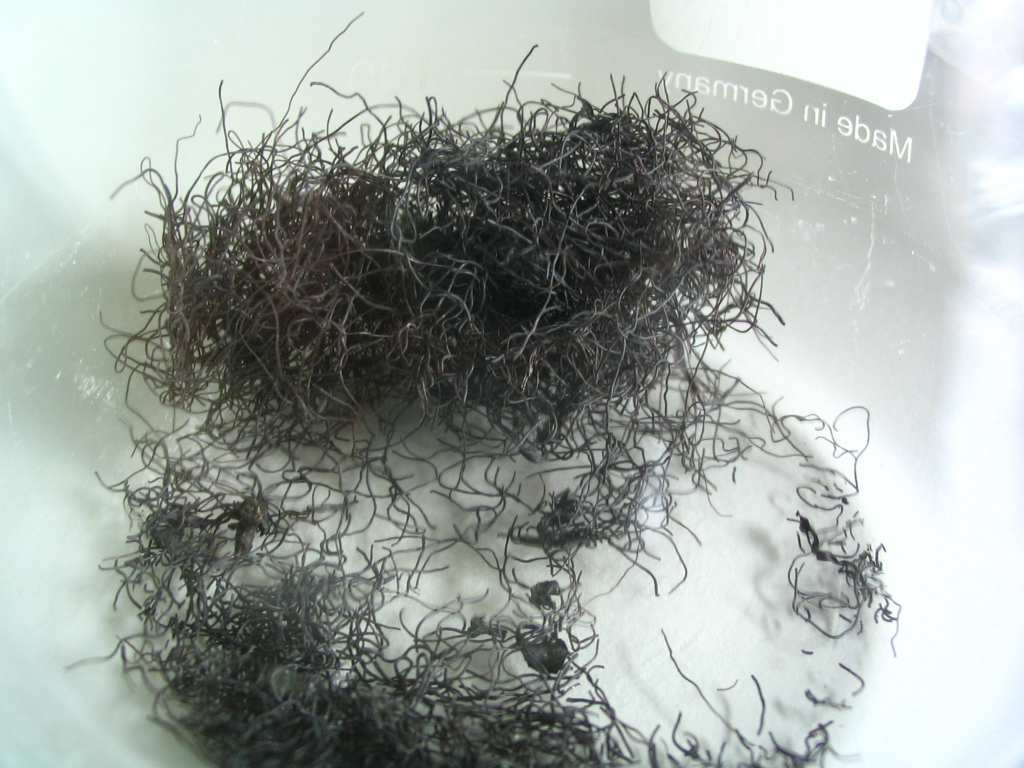
3. 髪菜の模造品 (原料は褐藻)

「髪菜」の中国語の発音（ファーツァイ、fàcài）は「財を成す」を意味する中国語の「發財」の発音 (fācái) と似ているため、古くから縁起物として正月（春節）や慶事の食材とされていた。中華料理では乾燥品を水で戻し、蒸す、煮るなどして調理される。代表的な料理としては、干したカキ（蠔豉）と共に煮て、「商売繁盛で財を成す（發財好市）」と語呂を合わせた「髪菜蠔豉（）」という広東料理がある。
採集時に熊手などで荒原の地面を掻いて集めるため、中国の経済成長などに伴い需要が著しく増加すると、髪菜の採集による荒原植生及び表土の破壊が著しくなり、表土流出など環境破壊が深刻になった。このため、中華人民共和国では2000年6月14日に国務院が採集と販売の禁止を通知するに至った。
元来、需要に比して希少な食材であるため、販売禁止になる以前から海藻やデンプンを用いた模造品が市場に多く出回っていた。2000年以降では中華人民共和国国内での採集及び販売が禁止されており、中国国内で流通している髪菜の多くはこうした模造品のようである（図3）。また、人工培養の研究が進められている。
『本草綱目』(1578年) には、薬用としての髪菜について記述がある。髪菜は、コレステロール上昇抑制、細菌感染防御作用、抗ウイルス作用、免疫能増強作用などの生理活性をもつことが報告されている。藍藻の中には毒を含むものもいるが、髪菜では有毒性は検出されていない。

## 分類
髪菜の群体の形態（細長い糸状）は極めて特異であるが、系統的にはイシクラゲと分けられないことが示されている。また形態的に髪菜と同定できる生物は、単系統群を形成しない。髪菜の細長い体は、イシクラゲのような扁平な体から、乾燥環境に対する適応の結果として進化したと考えられている。